# 千葉工業大学短期大学部
千葉工業大学短期大学部（ちばこうぎょうだいがくたんきだいがくぶ）は、千葉県千葉郡津田沼町谷津1460において1950年4月1日に設置が計画されていた日本の私立短期大学である。

## 概要
- 既存の千葉工業大学の併設校として設置計画のあった私立短期大学で、千葉県千葉郡津田沼町にそれを予定していた[2]。
- 1949年、翌年の開学を目指して文部省[注 3]に設置認可の申請を行う[2]。
- しかし結果的には不認可となり申請を取り下げた[注 4]。

## 学科
- 第一機械工学科 入学定員60名
- 第二機械工学科 入学定員60名
- 第一経済学科 入学定員80名
- 第二経済学科 入学定員80名